# Lacourt-Saint-Pierre
Lacourt-Saint-Pierre is een gemeente in het Franse departement Tarn-et-Garonne (regio Occitanie). De gemeente telde op 1 januari 2022 1.265 inwoners. De plaats maakt deel uit van het arrondissement Montauban en van het gemeentelijk samenwerkingsverband Communauté d’Agglomération de Grand Montauban.

## Geschiedenis
De plaats vind haar oorsprong in de stichting van twee kerken door de Abdij van Montauriol (Montauban) in de 11e eeuw. Het grote woud Forêt d'Agre werd hiervoor deels gekapt. De kerk Saint-Martial werd afgebroken in de 16e eeuw tijdens de Hugenotenoorlogen. Naast de kerk Saint-Pierre werd een kasteel op een grote, kunstmatige heuvel (motte) gebouwd. Dit kasteel behoorde toe aan de heer van Montbeton. Ook de kerk Saint-Pierre werd vernield in de 16e eeuw maar werd in de 17e eeuw weer opgebouwd.
In 1843 werd het Canal de Montech geopend. De gemeente Lacourt-Saint-Pierre werd in de 19e eeuw verder ontsloten door de aanleg van wegen.

## Geografie
De oppervlakte van Lacourt-Saint-Pierre bedraagt 14,8 km², de bevolkingsdichtheid is 58,8 inwoners per km².
De gemeente grenst in het oosten aan Montauban.
De autosnelweg A62 loopt door de gemeente.
De onderstaande kaart toont de ligging van Lacourt-Saint-Pierre met de belangrijkste infrastructuur en aangrenzende gemeenten.

## Demografie
Onderstaande figuur toont het verloop van het inwonertal (bron: INSEE-tellingen).